# Југославија на Летњим олимпијским играма 1968.
Спортистима Југославије је ово били једанаесто учешће на Летњим олимпијским играма. Југославија је на Олимпијским играма 1968. у Мексику била заступљена са 69 учесника који су учествовали у 11 спортских дисциплина (атлетика, бициклизам, бокс, ватерполо, гимнастика, једрење, кајак и кану, кошарка, пливање, рвање, стрељаштво).
Спортисти из Југославије су на овим играма освојили укупно осам медаља, три златне, три сребрну и две бронзане. Медаље су освојили: Ђурђа Бједов (златна и сребрна), Мирослав Церар (златна), ватерполисти (златна), кошаркаши (сребрна), Стеван Хорват (сребрна), Бранислав Симић (бронзана) и Звонимир Вујин (бронзана).

## Освојене медаље на ЛОИ
| Освојене медаље југословенских спортиста на ЛОИ 1968. |            |       |        |        |        |
| Спортиста                                             | Спорт      | Злато | Сребро | Бронза | Укупно |
| Ђурђа Бједов                                          | Пливање    | 1     | 1      | 0      | 2      |
| Мирослав Церар                                        | Гимнастика | 1     | 0      | 0      | 1      |
| Ватерполо репрезентација                              | Ватерполо  | 1     | 0      | 0      | 1      |
| Кошаркашка репрезентација                             | Кошарка    | 0     | 1      | 0      | 1      |
| Стеван Хорват                                         | Рвање      | 0     | 1      | 0      | 1      |
| Бранислав Симић                                       | Рвање      | 0     | 0      | 1      | 1      |
| Звонко Вујин                                          | Бокс       | 0     | 0      | 1      | 1      |
| Укупно                                                | 6          | 3     | 3      | 2      | 8      |

## Ватерполо
Спортиста — 11
За олимпијски турнир се пријавила укупно 16 репрезентација. Победник турнира и олимпијски шампион по први пут је постала репрезентација Југославије, друга је била репрезентација Совјетског Савеза а на треће место се пласирала репрезентација Мађарске.
Репрезентације су у првом кругу биле подељене у две групе по осам тимова. Играле су свака са сваком по једну утакмицу. Крајњу позицију на крају ове фазе је одлучивао количник бодова. По две екипе из сваке групе су се квалификовале за полуфинални круг а одатле су победници ишли у финале. Репрезентација Југославије је победила обе утакмице и по први пут у својој историји освојила златну олимпијску медаљу. Југославија је на овом турниру одиграла девет утакмица, седам утакмица је победила, једну утакмицу изгубила и једну утакмицу одиграла нерешено, са позитивном гол-разликом +51 (86:35).

### Група Б
- 14. октобар 1968

| Југославија | 13 - 2 | Египат |

- 15. октобар 1968

| Источна Немачка | 4 - 4 | Југославија |

- 17. октобар 1968

| Мексико | 0 - 9 | Југославија |

- 19. октобар 1968

| Југославија | 7 - 4 | Холандија |

- 20. октобар 1968

| Италија | 5 - 4 | Југославија |

- 21. октобар 1968

| Југославија | 11 - 1 | Грчка |

- 22. октобар 1968

| Југославија | 17 - 2 | Јапан |

### Табела групе Б
|    | Екипа           | У | П | Н | И | Г+ | Г- | ГР  | Бодова |
| -- | --------------- | - | - | - | - | -- | -- | --- | ------ |
| 1. | Италија         | 7 | 6 | 1 | 0 | 48 | 21 | +27 | 13     |
| 2. | Југославија     | 7 | 5 | 1 | 1 | 65 | 18 | +47 | 13     |
| 3. | Источна Немачка | 7 | 5 | 1 | 1 | 66 | 22 | +44 | 11     |
| 4. | Холандија       | 7 | 4 | 1 | 2 | 42 | 28 | +14 | 9      |
| 5. | Јапан           | 7 | 3 | 0 | 4 | 26 | 57 | -31 | 6      |
| 6. | Мексико         | 7 | 1 | 1 | 5 | 27 | 56 | -29 | 3      |
| 7. | Грчка           | 7 | 1 | 0 | 6 | 34 | 62 | -28 | 2      |
| 8. | Египат          | 7 | 0 | 1 | 6 | 21 | 65 | -44 | 1      |

### Финална фаза и табела
- 24. октобар 1968 – полуфинале

| Југославија | 8 - 6 | Мађарска |

- 25. октобар 1968 – Утакмица за злато

| Југославија | 13 - 11 [прод] | Совјетски Савез |

| Позиција | Екипа           |
| -------- | --------------- |
| Злато    | Југославија     |
| Сребро   | Совјетски Савез |
| Бронза   | Мађарска        |

| Спортиста       | Дисциплина | Група        | Група            | Полуфинале        | Полуфинале        | Финале            | Финале            | Детаљи   |
| Спортиста       | Дисциплина | Резултат     | Место            | Резултат          | Место             | Резултат          | Место             | Детаљи   |
| --------------- | ---------- | ------------ | ---------------- | ----------------- | ----------------- | ----------------- | ----------------- | -------- |
| Ђурђа Бједов    | 100 м      | 1:17.7       | 1п. 2гр. 1/4кв.  | 1:17.1            | 2п. 1гр. 1/2кв.   | 1:15.8 (ор)       | Gold              |          |
| Ђурђа Бједов    | 200 м      | Није одржано | Није одржано     | 2:50.2            | 3п. 3гр. 1/2кв.   | 2:46.4            | Silver            |          |
| Мирјана Шегрт   | 100 м      | 1:03.3       | 2п. 3гр. 1/4кв.  | 1:01.9            | 2п. 1гр. 1/2кв.   | 1:01.5            | 7.                |          |
| Мирјана Шегрт   | 200 м      | Није одржано | Није одржано     | 2:15.7            | 1п. 6гр. 1/2кв.   | 2:13.3            | 5.                |          |
| Ана Бобан       | 100 м      | 1:05.4       | 5п. 6г. 1/4кв    | Није се пласирала | Није се пласирала | Није се пласирала | Није се пласирала | 38. поз. |
| Зденка Гашпарац | 100 м      | 1:09.9       | 1п. 2г. 1/4кв    | 1:10.8            | 6п. 1г. 1/2кв     | Није се пласирала | Није се пласирала | 11. поз. |
| Зденка Гашпарац | 200 м      | Није одржано | Није одржано     | 2:33.7            | 2п. 5г. 1/4кв     | 2:33.5            | 6.                |          |
| Штафета         | 4 x 100    | –            | Дисквалификација | Није се пласирала | Није се пласирала | Није се пласирала | Није се пласирала |          |

| Спортиста         | Дисциплина | Група    | Група           | Полуфинале       | Полуфинале       | Финале           | Финале           | Детаљи   |
| Спортиста         | Дисциплина | Резултат | Место           | Резултат         | Место            | Резултат         | Место            | Детаљи   |
| ----------------- | ---------- | -------- | --------------- | ---------------- | ---------------- | ---------------- | ---------------- | -------- |
| Данијел Врховшек  | 100 м      | 1:02.9   | 3п. 4гр. 1/4кв. | 1:02.7           | 6п. 1гр. 1/2кв.  | Није се пласирао | Није се пласирао | 11.      |
| Славко Курбановић | 100 м      | 1:11.6   | 4п. 4гр. 1/4кв. | Није се пласирао | Није се пласирао | Није се пласирао | Није се пласирао | 26.      |
| Славко Курбановић | 200 м      | 2:39.9   | 7п. 4г. 1/2кв   | Није се пласирао | Није се пласирао | Није се пласирао | Није се пласирао | 33. поз. |

| Злато  | Мирослав Церар (YUG)  | 9.675 (1.) | 9.65 (1.)  | 19.325 |
| Сребро | Оли Леино Лаихо (FIN) | 9.575 (2.) | 9.65 (2.)  | 19.225 |
| Бронза | Михаил Вороњин (URS)  | 9.600 (2.) | +9.60 (3.) | 19.20  |
| 32.    | Милош Вратич (YUG)    | 8.95       | 9.40       | 18.35  |
| 41.    | Јанез Бродник (YUG)   | 9.15       | 8.85       | 18.00  |
| 55.    | Миленко Керснич (YUG) | 8.80       | 8.85       | 17.65  |
| 64.    | Дамир Анић (YUG)      | 9.15       | 8.35       | 17.50  |
| 85.    | Мартин Шрот (YUG)     | 8.60       | 8.65       | 17.25  |

| Такмичар          | Кат.     | Први круг                                      | Други круг                          | Трећи круг                                | Четврти круг                        | Пети круг                        | Шести круг                        | Седми круг                    | Финални круг                        | Место |
| Такмичар          | Кат.     | Противник Резултат                             | Противник Резултат                  | Противник Резултат                        | Противник Резултат                  | Противник Резултат               | Противник Резултат                | Противник Резултат            | Противник Резултат                  | Место |
| ----------------- | -------- | ---------------------------------------------- | ----------------------------------- | ----------------------------------------- | ----------------------------------- | -------------------------------- | --------------------------------- | ----------------------------- | ----------------------------------- | ----- |
| Стеван Хорват     | До 70 кг | Данска · Мадсен · Туш (0)                      | Совјетски Савез · Сапунов · Изг (3) | Шведска · Карлсон · Поб. (1)              | Источна Немачка · Похл · Поб. (0)   | Слободан                         | Западна Немачка · Рост · Поб. (1) | Јапан · Мунемура · Нер. (2,5) | Грчка · Галактопулос · Нер. (2,5)   |       |
| Бранислав Симић   | До 87 кг | Румунија · Негут · Поб. (1)                    | Швајцарска · Шардоне · Туш (0)      | Чехословачка · Корманик · Поб. (0)        | Слободан                            | Источна Немачка · Мец · Нер. (2) |                                   |                               | Совјетски Савез · Оленик · Нер. (0) |       |
| Милан Ненадић     | До 78 кг | Сједињене Америчке Државе · Лиден · Суп. (0,5) | Пољска · Островски · Изг. (3)       | Грчка · Савас · Одл. (1)                  | Шведска · Карстрем · Нер. (2,5) ел. | Завршио такмичење                | Завршио такмичење                 | Завршио такмичење             | Завршио такмичење                   | 9.    |
| Сретен Дамјановић | До 63 кг | Јужна Кореја · Ким · Нер. (2,5)                | Мађарска · Русњак · Поб. (0)        | Совјетски Савез · Руруа · Изг. (4) ел.    | Завршио такмичење                   | Завршио такмичење                | Завршио такмичење                 | Завршио такмичење             | Завршио такмичење                   | 10.   |
| Бошко Маринко     | До 52 кг | Француска · Гадињо · Поб. (1)                  | Румунија · Стојку · Нер. (2,5)      | Мађарска · Алкер · Изг. (3) ел.           | Завршио такмичење                   | Завршио такмичење                | Завршио такмичење                 | Завршио такмичење             | Завршио такмичење                   | 12.   |
| Карло Човић       | До 57 кг | Грчка · Москидис · Изг. (3)                    | Финска · Бјерлин · Нер. (1)         | Совјетски Савез · Кочергин · Изг. (3) ел. | Завршио такмичење                   | Завршио такмичење                | Завршио такмичење                 | Завршио такмичење             | Завршио такмичење                   | 14.   |

| Такмичар       | Категорија | Први круг                    | Други круг                  | Трећи круг                                     | Четврти круг       | Пети круг          | Финални круг       | Место |
| Такмичар       | Категорија | Противник Резултат           | Противник Резултат          | Противник Резултат                             | Противник Резултат | Противник Резултат | Противник Резултат | Место |
| -------------- | ---------- | ---------------------------- | --------------------------- | ---------------------------------------------- | ------------------ | ------------------ | ------------------ | ----- |
| Борис Димовски | До 52 кг   | Индија · Халоши · Изг. (3,5) | Слободан                    | Сједињене Америчке Државе · Пункари · Изг. (4) | Завршио такмичење  | Завршио такмичење  | Завршио такмичење  | 14.   |
| Симеон Шутев   | До 57 кг   | Турска · Севинч · Изг. (3)   | Бугарска · Шавов · Изг. (4) | Завршио такмичење                              | Завршио такмичење  | Завршио такмичење  | Завршио такмичење  | 19.   |

| Југославија | 96:85 (51:45) | Панама |

| Југославија | 93:72 (41:32) | Порторико |

| Југославија | 84:65 (40:33) | Сенегал |

| Југославија | 58:73 (28:36) | САД |

| Југославија | 80:69 (29:29) (65:65) | Италија |

| Југославија | 92:79 (52:35) | Шпанија |

| Југославија | 89:68 (46:30) | Филипини |

| Југославија | 96:85 (51:45) | Панама |

| Југославија | 93:72 (41:32) | Порторико |

| Југославија | 84:65 (40:33) | Сенегал |

| Југославија | 58:73 (28:36) | САД |

| Југославија | 80:69 (29:29) (65:65) | Италија |

| Југославија | 92:79 (52:35) | Шпанија |

| Југославија | 89:68 (46:30) | Филипини |

| Југославија | 63:62 (31:27) | СССР |

| Југославија | 50:65 (29:32) | САД |

Табела
| Екипа       | У | П | Н | И | Г+  | Г-  | ГР   |
| ----------- | - | - | - | - | --- | --- | ---- |
| САД         | 9 | 9 | 0 | 0 | 739 | 505 | +234 |
| Југославија | 9 | 7 | 2 | 0 | 705 | 578 | +127 |
| СССР        | 9 | 8 | 1 | 0 | 774 | 524 | +250 |

## Бокс
Спортиста — 5
На овој олимпијади Југославија је имала пет представника о освојена је једна олимпијска медаља, бронзана, од стране Звонка Вујина. Вујин је учествовао у категорији до 60кг и у конкуренцији од 37 такмичара поделио је треће место са румунским боксером Котовим. У категорији до +81 кг такмичило се 14 такмичара из 14 земаља, Југословенски представник Петар Милош је испао у првом колу. У категорији до 57 кг учествовало је 28 такмичара из 28 земаља, Југословенски представник Јован Пајковић је био дискфалификован. У категорији до 63,5 кг Љубинко Веселиновић је у конкуренцији од 35 такмичара из 35 земаља елиминисан у трећем колу, а тада као деветнаестогодишњак, Мате Парлов је у категорији до 75 кг у конкуренцији од 22 такмичара из 22 земаља, изборио пласман од 5 до 8 места.
| Такмичар            | Категорија | Шеснаестина финала                    | Осмина финала                                | Четвртфинале                                      | Полуфинале                    | Финале             | Место |
| Такмичар            | Категорија | Противник Резултат                    | Противник Резултат                           | Противник Резултат                                | Противник Резултат            | Противник Резултат | Место |
| ------------------- | ---------- | ------------------------------------- | -------------------------------------------- | ------------------------------------------------- | ----------------------------- | ------------------ | ----- |
| Звонко Вујин        | До 60 кг   | Немачка · Ридер · Поб. 2:0 (3:2);     | Совјетски Савез · Белоусов · Поб. 2:0 (5:0); | Перу · Минами · Поб. 2:0 (5:0);                   | Пољска · Груздијен · Пор. 0:2 | Елиминисан         |       |
| Мате Парлов         | До 75 кг   | Мароко · Л. Ахидус · Поб. (5:0);      | Холандија · Јан ван Испелен · Поб. (4:1);    | Уједињено Краљевство · Крис Финеган · Пор. (0:5); | Завршио такмичење             | Завршио такмичење  | 5-8.  |
| Јован Пајковић      | До 57 кг   | Н. П.                                 | Н. П.                                        | Н. П.-дисквалификован                             | Завршио такмичење             | Завршио такмичење  | 9-16. |
| Љубинко Веселиновић | До 63,5 кг | Н. П.                                 | Н. П.                                        | Н. П. - елиминисан                                | Завршио такмичење             | Завршио такмичење  | 9-16. |
| Петар Милош         | +81 кг     | Бугарска · Кирил Пандов · Пор. (2:3); | Завршио такмичење                            | Завршио такмичење                                 | Завршио такмичење             | Завршио такмичење  | 9-16. |